# Alison Krauss

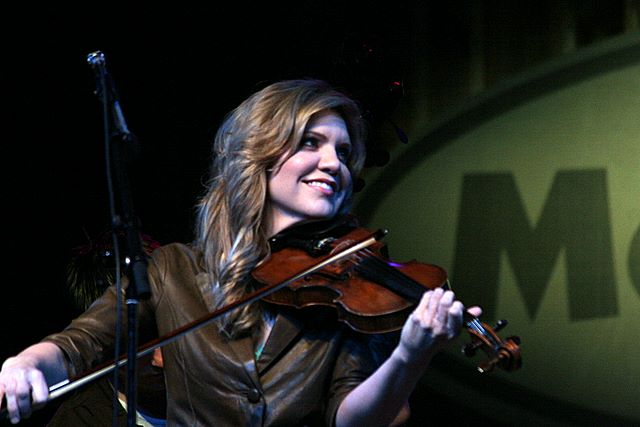
Alison Krauss (2007)

Alison Krauss (* 23. Juli 1971 in Decatur, Illinois) ist eine US-amerikanische Sängerin, Violinistin und Fiddlespielerin, die die Bluegrass-Musik seit den 1990er Jahren maßgeblich beeinflusst hat. Sie ist auch als Produzentin tätig. Sie hat 27 Grammys erhalten und ist damit hinter Beyoncé (35) die Künstlerin mit den meisten Auszeichnungen.

## Biografie
Bereits mit fünf Jahren lernte Krauss Violine zu spielen und nahm klassischen Musikunterricht. Schon bald wurde sie jedoch der Klassik müde und begeisterte sich für Country- und Bluegrass-Licks. Mit acht Jahren begann sie, in und um ihre Heimatstadt Champaign (Illinois) herum an Talentwettbewerben teilzunehmen. Zwei Jahre später hatte sie ihre eigene Band. 1984 gewann sie ebenso wie in den beiden Folgejahren die „Illinois State Fiddle Championship“. Die Society for the Preservation of Bluegrass in America kürte sie zum „Most Promising Fiddler“ im Mittleren Westen. Sie wurde vom „Father of Bluegrass“, Bill Monroe gefördert.
Ihr Tonträgerdebüt gab Alison Krauss 1985 auf einem Album ihres Bruders Viktor, das er zusammen mit Jim Hoiles und Bruce Weiss aufgenommen hatte. Es heißt Different Strokes und wurde auf dem unabhängigen Fiddle-Tunes-Label veröffentlicht. Das erste eigene Album, Too Late To Cry, veröffentlichte Krauss 1987 im Alter von 16 Jahren. In Europa wurde sie besonders durch ihre Mitarbeit an dem Soundtrack zum Film O Brother, Where Art Thou? im Jahr 2000 bekannt. 2005 wurde ihr Duett Whiskey Lullaby mit Brad Paisley bei den CMA Awards als „Song of the Year“ ausgezeichnet.
Krauss arbeitet seit vielen Jahren mit der Begleitband Union Station, bestehend aus Dan Tyminski (Gitarre, Gesang), Ron Block (Banjo, Gitarre, Gesang), Jerry Douglas (Dobro) und Barry Bales (Bass, Gesang). Darüber hinaus ist Krauss auch als Produzentin tätig, u. a. für die Bluegrass-Bands Nickel Creek und The Cox Family sowie für Alan Jackson.
2007 lernte Alison Krauss den früheren Sänger von Led Zeppelin, Robert Plant bei der Vorbereitung zu einem gemeinsamen Beitrag für ein „Tribute to Leadbelly“-Konzert kennen. Aus dieser Zusammenarbeit entstand ein gemeinsames Musikprojekt, aus dem im Oktober 2007 das Album Raising Sand hervorging. Es wurde 2009 mit fünf Grammys ausgezeichnet. 2021 kam es mit dem Album Raise The Roof zu einer weiteren gemeinsamen Veröffentlichung mit Plant.
Bertram Eisenhauer bewertete das Schaffen von Alison Krauss im Jahr 2011 in der Frankfurter Allgemeinen Zeitung:

„Alison Krauss und ihre Musik nicht zu kennen ist schädlich für die seelische Gesundheit, und trotzdem ist die Neununddreißigjährige außerhalb ihrer amerikanischen Heimat bislang nicht recht bekannt.“

## Auszeichnungen
- Neben ihren 27 Grammys erhielt sie auch acht CMA Awards[5] und 14 International Bluegrass Music Awards;[6] 2021 wurde sie in die Hall of Fame der Bluegrass Music Awards aufgenommen.
- 2012 erhielt sie vom Berklee College of Music einen Ehrendoktor der Musik.[7]

## Diskografie

### Studioalben
| Jahr | Titel                      | Höchstplatzierung, Gesamtwochen, AuszeichnungChartplatzierungen (Jahr, Titel, Platzierungen, Wochen, Auszeichnungen, Anmerkungen) | Höchstplatzierung, Gesamtwochen, AuszeichnungChartplatzierungen (Jahr, Titel, Platzierungen, Wochen, Auszeichnungen, Anmerkungen) | Höchstplatzierung, Gesamtwochen, AuszeichnungChartplatzierungen (Jahr, Titel, Platzierungen, Wochen, Auszeichnungen, Anmerkungen) | Höchstplatzierung, Gesamtwochen, AuszeichnungChartplatzierungen (Jahr, Titel, Platzierungen, Wochen, Auszeichnungen, Anmerkungen) | Höchstplatzierung, Gesamtwochen, AuszeichnungChartplatzierungen (Jahr, Titel, Platzierungen, Wochen, Auszeichnungen, Anmerkungen) | Höchstplatzierung, Gesamtwochen, AuszeichnungChartplatzierungen (Jahr, Titel, Platzierungen, Wochen, Auszeichnungen, Anmerkungen) | Anmerkungen                                               |
| Jahr | Titel                      | DE | AT | CH | UK | US | Country | Anmerkungen                                               |
| ---- | -------------------------- | --- | --- | --- | --- | --- | --- | --------------------------------------------------------- |
| 1985 | Different Strokes          | — | — | — | — | — | — | Erstveröffentlichung: 1985                                |
| 1987 | Too Late To Cry            | — | — | — | — | — | — | Erstveröffentlichung: 1987                                |
| 1989 | Two Highways               | — | — | — | — | — | — | Erstveröffentlichung: 1989 mit Union Station              |
| 1990 | I’ve Got That Old Feeling  | — | — | — | — | — | Country61 (10 Wo.)Country | Erstveröffentlichung: 13. Juni 1990                       |
| 1992 | Every Time You Say Goodbye | — | — | — | — | — | Country75 (1 Wo.)Country | Erstveröffentlichung: 14. Februar 1992 mit Union Station  |
| 1994 | I Know Who Holds Tomorrow  | — | — | — | — | — | — | Erstveröffentlichung: 28. Januar 1994 mit The Cox Family  |
| 1997 | So Long So Wrong           | — | — | — | — | US45 Gold · (14 Wo.)US | Country4 (57 Wo.)Country | Erstveröffentlichung: 25. März 1997 mit Union Station     |
| 1999 | Forget About It            | — | — | — | UK77 (2 Wo.)UK | US60 Gold · (8 Wo.)US | Country5 (95 Wo.)Country | Erstveröffentlichung: 3. August 1999                      |
| 2001 | New Favorite               | — | — | — | UK72 (1 Wo.)UK | US35 Gold · (53 Wo.)US | Country3 (104 Wo.)Country | Erstveröffentlichung: 14. August 2001 mit Union Station   |
| 2004 | Lonely Runs Both Ways      | — | — | — | — | US29 Gold · (30 Wo.)US | Country6 (92 Wo.)Country | Erstveröffentlichung: 23. November 2004 mit Union Station |
| 2007 | Raising Sand               | DE28 (10 Wo.)DE | AT31 (3 Wo.)AT | CH33 (17 Wo.)CH | UK2 ×2Doppelplatin · (63 Wo.)UK                                                                                                   | US2 Platin · (72 Wo.)US | Country2 (79 Wo.)Country | Erstveröffentlichung: 23. Oktober 2007 mit Robert Plant   |
| 2011 | Paper Airplane             | DE51 (2 Wo.)DE | — | — | UK11 Silber · (8 Wo.)UK | US3 (21 Wo.)US | Country1 (63 Wo.)Country | Erstveröffentlichung: 12. April 2011 mit Union Station    |
| 2017 | Windy City                 | DE66 (1 Wo.)DE | — | CH72 (1 Wo.)CH | UK6 (4 Wo.)UK | US9 (6 Wo.)US | Country1 (8 Wo.)Country | Erstveröffentlichung: 17. Februar 2017                    |
| 2021 | Raise the Roof             | DE14 (7 Wo.)DE | AT11 (4 Wo.)AT | CH7 (12 Wo.)CH | UK5 Silber · (8 Wo.)UK | US7 (6 Wo.)US | — | Erstveröffentlichung: 19. November 2021 mit Robert Plant  |
| 2025 | Arcadia                    | DE56 (1 Wo.)DE | — | CH41 (1 Wo.)CH | — | US155 (1 Wo.)US | Country29 (… Wo.)Country | Erstveröffentlichung: 28. März 2025 mit Union Station     |

### Livealben
| Jahr | Titel | Höchstplatzierung, Gesamtwochen, AuszeichnungChartplatzierungen (Jahr, Titel, Platzierungen, Wochen, Auszeichnungen, Anmerkungen) | Höchstplatzierung, Gesamtwochen, AuszeichnungChartplatzierungen (Jahr, Titel, Platzierungen, Wochen, Auszeichnungen, Anmerkungen) | Anmerkungen                                              |
| Jahr | Titel | US | Country | Anmerkungen                                              |
| ---- | ----- | --- | --- | -------------------------------------------------------- |
| 2002 | Live  | US36 ×2Doppelplatin · (70 Wo.)US                                                                                                  | Country9 (104 Wo.)Country | Erstveröffentlichung: 5. November 2002 mit Union Station |

### Kompilationen
| Jahr | Titel                                 | Höchstplatzierung, Gesamtwochen, AuszeichnungChartplatzierungen (Jahr, Titel, Platzierungen, Wochen, Auszeichnungen, Anmerkungen) | Höchstplatzierung, Gesamtwochen, AuszeichnungChartplatzierungen (Jahr, Titel, Platzierungen, Wochen, Auszeichnungen, Anmerkungen) | Höchstplatzierung, Gesamtwochen, AuszeichnungChartplatzierungen (Jahr, Titel, Platzierungen, Wochen, Auszeichnungen, Anmerkungen) | Anmerkungen                           |
| Jahr | Titel                                 | UK | US | Country | Anmerkungen                           |
| ---- | ------------------------------------- | --- | --- | --- | ------------------------------------- |
| 1995 | Now That I’ve Found You: A Collection | UK— SilberUK | US13 ×2Doppelplatin · (66 Wo.)US                                                                                                  | Country2 (104 Wo.)Country | Erstveröffentlichung: 7. Februar 1995 |
| 2007 | A Hundred Miles or More: A Collection | UK38 Silber · (5 Wo.)UK | US10 Gold · (45 Wo.)US | Country3 (78 Wo.)Country | Erstveröffentlichung: 3. April 2007   |
| 2009 | Essential                             | UK13 Silber · (6 Wo.)UK | — | — | Erstveröffentlichung: 21. Juli 2009   |

Weitere Kompilationen
- 2005: Home on the Highways: Band Picked Favorites

### Singles als Leadmusiker
| Jahr | Titel Album                                                          | Höchstplatzierung, Gesamtwochen, AuszeichnungChartplatzierungen (Jahr, Titel, Album, Platzierungen, Wochen, Auszeichnungen, Anmerkungen) | Höchstplatzierung, Gesamtwochen, AuszeichnungChartplatzierungen (Jahr, Titel, Album, Platzierungen, Wochen, Auszeichnungen, Anmerkungen) | Höchstplatzierung, Gesamtwochen, AuszeichnungChartplatzierungen (Jahr, Titel, Album, Platzierungen, Wochen, Auszeichnungen, Anmerkungen) | Anmerkungen                                        |
| Jahr | Titel Album                                                          | UK | US | Country | Anmerkungen                                        |
| --- | -------------------------------------------------------------------- | --- | --- | --- | -------------------------------------------------- |
| 1991 | Steel Rails I’ve Got That Old Feeling                                | — | — | Country73 (1 Wo.)Country | Erstveröffentlichung: 1991                         |
| 1995 | When You Say Nothing at All Keith Whitley: A Tribute Album           | UK81 (1 Wo.)UK | US53 Gold · (18 Wo.)US | Country3 (20 Wo.)Country | Erstveröffentlichung: April 1995 mit Union Station |
| 1995 | Baby Now That I’ve Found You Now That I’ve Found You: A Collection   | UK95 (1 Wo.)UK | — | Country49 (13 Wo.)Country | Erstveröffentlichung: August 1995                  |
| 1997 | Find My Way Back to My Heart So Long, So Wrong                       | — | — | Country73 (2 Wo.)Country | Erstveröffentlichung: 1997 mit Union Station       |
| 1999 | Forget About It                                                      | — | — | Country67 (4 Wo.)Country | Erstveröffentlichung: 1999                         |
| 2001 | The Lucky One New Favorite                                           | — | — | Country46 (16 Wo.)Country | Erstveröffentlichung: 2001                         |
| 2004 | Restless Lonely Runs Both Ways                                       | — | — | Country36 (20 Wo.)Country | Erstveröffentlichung: 2004                         |
| 2007 | Missing You A Hundred Miles or More: A Collection                    | — | — | Country34 (21 Wo.)Country | Erstveröffentlichung: 2007 mit John Waite          |
| Folgende Lieder erschienen nicht als Single, wurden aber durch das Album zum Download und Streaming bereitgestellt und konnten somit eine Platzierung erlangen: |                                                                      | | | |                                                    |
| |                                                                      | | | |                                                    |
| 2003 | Coat of Many Colors Just Because I’m a Woman: Songs of Dolly Parton  | — | — | Country57 (2 Wo.)Country | mit Shania Twain                                   |
| 2005 | Shimmy Down the Chimney Shimmy Down the Chimney: A Country Christmas | — | — | Country58 (1 Wo.)Country |                                                    |

Weitere Singles
- 1991: I’ve Got That Old Feeling
- 1992: Heartstrings (mit Union Station)
- 1992: New Fool (mit Union Station)
- 1993: Every Time You Say Goodbye (mit Union Station)
- 1996: Baby Mine
- 1997: Looking in the Eyes of Love (mit Union Station)
- 1999: Stay
- 2000: Maybe
- 2002: Let Me Touch You for a While
- 2002: New Favorite
- 2003: How’s the World Treating You (mit James Taylor)
- 2003: Every Time You Say Goodbye (mit Union Station)
- 2005: Goodbye Is All We Have
- 2006: If I Didn’t Know Any Better
- 2007: Simple Love
- 2008: Shadows (mit Tony Rice)
- 2011: Paper Airplane (mit Union Station)
- 2012: My Love Follows You Where You Go" (mit Union Station)

### Singles als Gastmusikerin
| Jahr | Titel Album                                                         | Höchstplatzierung, Gesamtwochen, AuszeichnungChartplatzierungen (Jahr, Titel, Album, Platzierungen, Wochen, Auszeichnungen, Anmerkungen) | Höchstplatzierung, Gesamtwochen, AuszeichnungChartplatzierungen (Jahr, Titel, Album, Platzierungen, Wochen, Auszeichnungen, Anmerkungen) | Anmerkungen                                                      |
| Jahr | Titel Album                                                         | US | Country | Anmerkungen                                                      |
| ---- | ------------------------------------------------------------------- | --- | --- | ---------------------------------------------------------------- |
| 1994 | Teach Your Children Red Hot + Country                               | — | Country75 (1 Wo.)Country | Erstveröffentlichung: 1994 mit The Red Hots                      |
| 1995 | Somewhere in the Vicinity of the Heart In the Vicinity of the Heart | — | Country7 (20 Wo.)Country | Erstveröffentlichung: 1995 mit Shenandoah                        |
| 1997 | It’s Not Over Thank God for Believers                               | — | Country34 (13 Wo.)Country | Erstveröffentlichung: 1997 mit Mark Chesnutt & Vince Gill        |
| 1998 | Same Old Train                                                      | — | Country59 (5 Wo.)Country | Erstveröffentlichung: 1998 mit Various Artists                   |
| 1999 | Buy Me a Rose She Rides Wild Horses                                 | US40 (20 Wo.)US | Country1 (37 Wo.)Country | Erstveröffentlichung: Oktober 1999 mit Kenny Rogers & Billy Dean |
| 2004 | Whiskey Lullaby Mud on the Tires                                    | US41 ×2Doppelplatin · (18 Wo.)US | Country3 (24 Wo.)Country | Erstveröffentlichung: März 2004 mit Brad Paisley                 |
| 2006 | The Reason Why These Days                                           | — | Country28 (25 Wo.)Country | Erstveröffentlichung: 2006 mit Vince Gill                        |

Weitere Gastbeiträge
- 1994: Walk Over God’s Heaven (mit The Cox Family)
- 1997: Whenever I Call You Friend (mit Michael Johnson)
- 1999: Get Me Through December (mit Natalie MacMaster)
- 2007: Gone, Gone, Gone (Done Moved On) (mit Robert Plant)
- 2007: Stick With Me Baby (mit Robert Plant)
- 2008: Please Read the Letter (mit Robert Plant)
- 2008: Rich Woman (mit Robert Plant)
- 2012: I Just Come Here for the Music (mit Don Williams)
- 2014: Blue Blue Day (mit Mandy Barnett)
- 2016: Come Find Me (mit Alabama)
- 2017: How I Want To Be (mit Sundance Head)
- 2018: Love Heals (mit Levi Hummon)
- 2022: This Guitar (mit Def Leppard)
- 2022: Lifeless (mit Def Leppard)

### Videoalben
- 2002: Live (US: Platin)
- 2004: Down From The Mountain
- 2009: A Hundred Miles Or More: Live From The Tracking Room

### Beiträge zu Soundtracks
- 1997: It Doesn't Matter (Buffy – Im Bann der Dämonen)
- 2003: O Brother, Where Art Thou? (O Brother, Where Art Thou?)
- 2003: Mona Lisa’s Smile (Mona Lisas Lächeln)
- 2004: You Will Be My Ain True Love (Unterwegs nach Cold Mountain)